# Bankgebäude Friedrichstraße 5/7
Das ehemalige Bankgebäude Friedrichstraße 5/7 in Schwerin, Stadtteil Schelfstadt, Friedrichstraße, ist ein Baudenkmal in Schwerin.

2020 ist der Umbau zu einem Hotel vorgesehen.

## Geschichte
Die Schelfstadt, ursprünglich die Schelfe, seit 1349 auch Neustadt, entwickelte sich seit dem 11. Jahrhundert als zunächst selbstständiger Ort. 1705 erhielt sie das Stadtrecht. Ein späteres Baureglement schrieb die Traufständigkeit und die Höhe der Häuser vor.
Das dreigeschossige 12-achsige historisierende Gebäude wurde für die Mecklenburgische Wechsel- und Hypothekenbank
- als erster östlicher Bauabschnitt 1904/06 nach Plänen von Wilhelm Marten, Berlin, der 1910 verstarb, und
- als zweiter westlicher Bauabschnitt 1912 nach Plänen von Hans Jessen, Berlin, einem Schüler von Marten, gebaut.

Eine in Schwerin seltene Sandsteinfassade, zwischen Erd- und Obergeschosse verziert mit Allegorien, hat zwei seitliche Eingangsrisalite und ein markantes Kraggesims. Gegliedert wird die Fassade durch Pilaster mit ionischen Kapitellen. Am Haupteingang im Bereich des Oberlichts befinden sich zwei plastische Figuren (wahrscheinlich Hermes und Klio). Das große Bleiglasfenster stammt aus der Schweriner Werkstatt von R. C. Koenigsberg. Bei den Direktionsräumen finden sich Gestaltungselemente im Jugendstil und im Stil des Art déco, entworfen vom  Architekten Hans Stoffers (Schwerin).
Die Bank fusionierte mit der Mecklenburgischen Sparbank. 1921 wurde daraus die Mecklenburgische Depositen- und Wechselbank. Nach 1945 übernahm die Landeskreditbank Mecklenburg das Gebäude; ab 1989 die Staatsbank der DDR, die bis 1990 bestand. Anfang der 1990er Jahre zog die Deutsche Bank hier ein, zu der vor dem Zweiten Weltkrieg die Mecklenburgische Depositen- und Wechselbank gehört hatte.

Für einen geplanten Umbau wurde das Gebäude 1998 leer gezogen. 2020 wurde bekannt, dass hier nach 22 Jahren Leerstand, nach einem Umbau für eine Hotelkette, ein Hotel mit mindestens 100 Zimmern nach Plänen von Mecklenburg Consult einziehen soll.